# Taimhotep
| ti | ii | M · Htp · t · p |

| ti | ii | M · Htp · t · p |

Taimhotep (t3ỉ-II-m-HTP, trong tiếng Hy Lạp: ταιμουθης, Taimuthis; ngày 17 tháng 12, 73 TCN - February 15, 42 TCN ) là một người phụ nữ Ai Cập cổ đại nổi tiếng từ hai tấm bia được tạc dưới triều đại của Cleopatra VII. Một trong số đó, một tấm bia đá vôi từ năm 43 hoặc 42 trước công nguyên đã được tìm thấy ở Memphis hoặc Sakkara và ngày nay ở Bảo tàng Anh (BM 147), cái kia là phiên bản bằng chữ viết bình dân của nó; những mảnh vỡ của nó cũng nằm trong Bảo tàng Anh (BM 377).
Stela BM 147 có mô tả về Taimhotep thờ thần Sokar - Osiris, Apis, Isis, Nephtys, Horus, Anubis và một biểu tượng của phương Tây. Đoạn văn trên tấm bia dài 21 dòng và kể về cuộc đời của Taimhotep. Bà được sinh ra vào năm thứ 9 của Ptolemaios XII Auletes; Cha bà là apja Khahapi, một tư tế của Ptah, Min, Khnum-Ra và Horus, mẹ bà là Herankh, một nhạc sĩ của đền Ptah. bà có một anh trai, Thượng tế Pasherienamun I và một chị gái tên là Taneferher, hai người họ kết hôn với nhau; một người anh em khác nữa có thể là viên ký lục Horemhotep. Vào năm thứ 23, ở tuổi mười bốn (25 tháng 7 năm 58 trước Công nguyên) , bà kết hôn với Đại tư tế Ptah, Pasherienptah III, và có ba cô con gái và một người con trai. Những người con của bà được ghi lại tên trên tấm bia BM 377: con trai Imhotep-Pedubast và hai cô con gái Berenike, Herankh (biệt danh Beludje) và Kheredankh. Được biết, Kheredankh không phải là con gái của bà, vì bà được sinh ra ở Pasherienptah bảy năm trước khi kết hôn với Taimhotep, và tên của bà được khắc trên tấm bia thay cho con gái thứ ba thực sự của bà là Her'an (biệt danh là Tapedibast), tên của bà có thể được tìm thấy trên một tấm bia khác của cha bà (Ash. M. 1971/18).
Sau khi sinh con gái thứ ba, bà cầu nguyện Imhotep, một nhà hiền triết của Cổ Vương quốc, người đã được thần thánh hóa trong các thế kỷ sau, xin một người con trai. Những lời cầu nguyện của bà đã được trả lời và con trai bà được sinh ra vào năm 46 trước Công nguyên, năm thứ sáu của Cleopatra VII. Taimhotep qua đời bốn năm sau đó. Trên tấm bia của bà, Taimhotep than thở về cái chết tức thời của bà và yêu cầu chồng bà tận hưởng cuộc sống trong khi anh ta có thể; đây là văn bản Ai Cập cổ đại dài nhất thuộc loại này. Từ hai tấm bia của người chồng, người ta biết rằng ông chỉ sống được thêm 1 năm sau khi vợ mất. Imhotep-Pedubast, con trai của họ trở thành Đại tư tế Ptah vào năm 39 trước Công nguyên nhưng chết trẻ chỉ chín năm sau đó.